# جيريمي بايتس (ملاكم)
جيريمي بايتس (بالإنجليزية: Jeremy Bates)‏ مواليد 12 يناير 1974 في كنتاكي، هو ملاكم أمريكي يصنف ضمن فئة الوزن الثقيل بدأ مسيرته الاحترافية سنة 1999.

## إحصائيات
خاض خلال مسيرته 41 نزالا، فاز في 23 وتعادل في 1 وخسر في 17. فاز بالضربة القاضية في 19 نزالا.

## روابط خارجية
- جيريمي بايتس على موقع بوكس ريك (الإنجليزية) (registration required)